# بیگانه (فیلم ۲۰۲۴)
بیگانه (به هندی: Ayalaan) (به انگلیسی: Alien) یک فیلم هندی علمی تخیلی به زبان تامیل است که در سال ۲۰۲۴ اکران شد، نویسندگی و کارگردانی آن را آر. راویکومار بر عهده داشت و توسط کوتاپدی جی. راجش تحت نشان کی‌جی‌آر استودیوز تهیه شده است. بازیگران اصلی سیواکارتیکیان و راکول پریت سینگ هستند، شاراد کلکار، ایشا کوپیکار، کاروناکاران، یوگی بابو، دیوید براتون دیویس، بانوپریا و بالا ساراوانان در نقش‌های مکمل ظاهر شده‌اند در حالی که سیدارت نقش صداپیشگی (voice role) را بر عهده دارد. این فیلم داستان مردی را دنبال می‌کند که با یک بیگانه متحد می‌شود تا یک دانشمند سرکش را از ساخت گاز مرگبار نُوا باز دارد که برای زمین خطرناک است.
این فیلم در ماه اکتبر ۲۰۱۶ از طریق ۲۴ای‌ام استودیوز اطلاع‌رسانی عمومی شد، اما این استودیو، قبل از اینکه کی‌جی‌آر استودیوز مسئولیت آن را بر عهده بگیرد، از این امر شانه خالی کرد، فیلم‌برداری اصلی در ماه ژوئن ۲۰۱۸ آغاز شد. فیلم‌برداری به‌طور عمده در چنای انجام گرفت و پس از عقب افتادن ساخت آن به دلیل مسائل مالی، سایر تعهدات سیواکارتیکیان و دنیاگیری کووید-۱۹، در اوایل ژانویه ۲۰۲۱ به پایان رسید، در حالی که فیلم‌برداری مکمل در نوامبر ۲۰۲۲ انجام پذیرفت. موسیقی فیلم توسط ای. آر. رحمان ساخته شد.
این فیلم در روز ۱۲ ژانویه ۲۰۲۴، در هفته برگزاری جشنواره پونگال، در سینما اکران شد. فیلم نقدهای مثبت منتقدان را در پی داشت و بیش از ۹۶ کرور روپیه (۱۲ میلیون دلار آمریکا) فروخت که در ماه مه ۲۰۲۴، رتبه دوم پرفروش‌ترین فیلم تامیل در این سال را در اختیار داشت.